# Zbýšov (ort i Tjeckien, Södra Mähren, lat 49,13, long 16,81)
Zbýšov är en ort i Tjeckien.   Den ligger i regionen Södra Mähren, i den sydöstra delen av landet, 200 km sydost om huvudstaden Prag. Zbýšov ligger 209 meter över havet och antalet invånare är 429.
Terrängen runt Zbýšov är platt. Runt Zbýšov är det ganska tätbefolkat, med 90 invånare per kvadratkilometer. Närmaste större samhälle är Brno, 16,0 km väster om Zbýšov. Trakten runt Zbýšov består till största delen av jordbruksmark.